# Pallavolo ai Giochi della XXII Olimpiade
I tornei di pallavolo ai Giochi della XXII Olimpiade si sono svolti dal 20 luglio al 1º agosto del 1980 a Mosca, nell'Unione Sovietica, durante i Giochi della XXII Olimpiade.

## Podi
| Evento                         | Oro              | Argento      | Bronzo   |
| Pallavolo maschile (dettagli)  | Unione Sovietica | Bulgaria     | Romania  |
| Pallavolo femminile (dettagli) | Unione Sovietica | Germania Est | Bulgaria |